# Qualificazioni al campionato mondiale di calcio 1978 - UEFA

L'inglese Bowles e l'italiano Gentile nel corso della sfida tra gli Azzurri e i Three Lions del 17 novembre 1976 a Roma, valevole per il gruppo 2.

Sono elencate di seguito le date e i risultati della zona europea (UEFA) per le qualificazioni al mondiale del 1978.

## Formula
32 membri FIFA: si contendono 9,5 posti per la fase finale. La Germania Ovest è qualificata direttamente come campione in carica.
Rimangono 31 squadre per 8,5 posti disponibili. Le squadre si suddividono in 9 gruppi di qualificazione, quattro gruppi composti da quattro squadre e cinque gruppi composti da tre squadre. Ogni squadra gioca partite di andata e ritorno; le 8 migliori vincitrici dei gruppi si qualificano alla fase finale, la peggiore vincitrice dei gruppi si qualifica allo Spareggio UEFA-CONMEBOL con la terza classificata della Seconda Fase della CONMEBOL.

## Sorteggio
I sorteggi per la composizione dei gruppi si svolgono il 20 novembre 1975 presso Città Del Guatemala. Le gare si disputano dal 23 maggio 1976 al 3 dicembre 1977.
Le squadre vengono suddivise in quattro fasce:
| Fascia 1 | Fascia 2                                                                                                | Fascia 3                                                                                              | Fascia 4                                |
| --- | --- | --- | --------------------------------------- |
| - Bulgaria - Germania Est - Italia - Jugoslavia - Paesi Bassi - Polonia - Scozia - Svezia - Unione Sovietica | - Belgio - Cecoslovacchia - Inghilterra - Francia - Austria - Portogallo - Spagna - Svizzera - Ungheria | - Danimarca - Finlandia - Grecia - Irlanda - Irlanda del Nord - Norvegia - Romania - Turchia - Galles | - Cipro - Islanda - Lussemburgo - Malta |

## Gruppo 1
| Data              | Luogo      | Squadra 1  | Risultato | Squadra 2  |
| ----------------- | ---------- | ---------- | --------- | ---------- |
| 23 maggio 1976    | Limassol   | Cipro      | 1 - 5     | Danimarca  |
| 16 ottobre 1976   | Porto      | Portogallo | 0 - 2     | Polonia    |
| 27 ottobre 1976   | Copenaghen | Danimarca  | 5 - 0     | Cipro      |
| 31 ottobre 1976   | Varsavia   | Polonia    | 5 - 0     | Cipro      |
| 17 novembre 1976  | Lisbona    | Portogallo | 1 - 0     | Danimarca  |
| 5 dicembre 1976   | Limassol   | Cipro      | 1 - 2     | Portogallo |
| 1º maggio 1977    | Copenaghen | Danimarca  | 1 - 2     | Polonia    |
| 15 maggio 1977    | Limassol   | Cipro      | 1 - 3     | Polonia    |
| 21 settembre 1977 | Chorzów    | Polonia    | 4 - 1     | Danimarca  |
| 9 ottobre 1977    | Copenaghen | Danimarca  | 2 - 4     | Portogallo |
| 29 ottobre 1977   | Chorzów    | Polonia    | 1 - 1     | Portogallo |
| 16 novembre 1977  | Faro       | Portogallo | 4 - 0     | Cipro      |

| Pos | Squadra    | Pti | G | V | N | P | GF | GS | DR  |
| --- | ---------- | --- | - | - | - | - | -- | -- | --- |
| 1   | Polonia    | 11  | 6 | 5 | 1 | 0 | 17 | 4  | +13 |
| 2   | Portogallo | 9   | 6 | 4 | 1 | 1 | 12 | 6  | +6  |
| 3   | Danimarca  | 4   | 6 | 2 | 0 | 4 | 14 | 12 | +2  |
| 4   | Cipro      | 0   | 6 | 0 | 0 | 6 | 3  | 24 | -21 |

 Polonia qualificata.

## Gruppo 2
| Data              | Luogo       | Squadra 1   | Risultato | Squadra 2   |
| ----------------- | ----------- | ----------- | --------- | ----------- |
| 13 giugno 1976    | Helsinki    | Finlandia   | 1 - 4     | Inghilterra |
| 22 settembre 1976 | Helsinki    | Finlandia   | 7 - 1     | Lussemburgo |
| 13 ottobre 1976   | Londra      | Inghilterra | 2 - 1     | Finlandia   |
| 16 ottobre 1976   | Lussemburgo | Lussemburgo | 1 - 4     | Italia      |
| 17 novembre 1976  | Roma        | Italia      | 2 - 0     | Inghilterra |
| 30 marzo 1977     | Londra      | Inghilterra | 5 - 0     | Lussemburgo |
| 26 maggio 1977    | Lussemburgo | Lussemburgo | 0 - 1     | Finlandia   |
| 8 giugno 1977     | Helsinki    | Finlandia   | 0 - 3     | Italia      |
| 12 ottobre 1977   | Lussemburgo | Lussemburgo | 0 - 2     | Inghilterra |
| 15 ottobre 1977   | Torino      | Italia      | 6 - 1     | Finlandia   |
| 16 novembre 1977  | Londra      | Inghilterra | 2 - 0     | Italia      |
| 3 dicembre 1977   | Roma        | Italia      | 3 - 0     | Lussemburgo |

| Pos | Squadra     | Pti | G | V | N | P | GF | GS | DR  |
| --- | ----------- | --- | - | - | - | - | -- | -- | --- |
| 1   | Italia      | 10  | 6 | 5 | 0 | 1 | 18 | 4  | +14 |
| 2   | Inghilterra | 10  | 6 | 5 | 0 | 1 | 15 | 4  | +11 |
| 3   | Finlandia   | 4   | 6 | 2 | 0 | 4 | 11 | 16 | -5  |
| 4   | Lussemburgo | 0   | 6 | 0 | 0 | 6 | 2  | 22 | -20 |

 Italia qualificata.

## Gruppo 3
| Data              | Luogo       | Squadra 1    | Risultato | Squadra 2    |
| ----------------- | ----------- | ------------ | --------- | ------------ |
| 31 ottobre 1976   | Smirne      | Turchia      | 4 - 0     | Malta        |
| 17 novembre 1976  | Dresda      | Germania Est | 1 - 1     | Turchia      |
| 5 dicembre 1976   | La Valletta | Malta        | 0 - 1     | Austria      |
| 2 aprile 1977     | La Valletta | Malta        | 0 - 1     | Germania Est |
| 17 aprile 1977    | Vienna      | Austria      | 1 - 0     | Turchia      |
| 30 aprile 1977    | Salisburgo  | Austria      | 9 - 0     | Malta        |
| 24 settembre 1977 | Vienna      | Austria      | 1 - 1     | Germania Est |
| 12 ottobre 1977   | Lipsia      | Germania Est | 1 - 1     | Austria      |
| 29 ottobre 1977   | Brandeburgo | Germania Est | 9 - 0     | Malta        |
| 30 ottobre 1977   | Smirne      | Turchia      | 0 - 1     | Austria      |
| 16 novembre 1977  | Smirne      | Turchia      | 1 - 2     | Germania Est |
| 27 novembre 1977  | La Valletta | Malta        | 0 - 3     | Turchia      |

| Pos | Squadra      | Pti | G | V | N | P | GF | GS | DR  |
| --- | ------------ | --- | - | - | - | - | -- | -- | --- |
| 1   | Austria      | 10  | 6 | 4 | 2 | 0 | 14 | 2  | +12 |
| 2   | Germania Est | 9   | 6 | 3 | 3 | 0 | 15 | 4  | +11 |
| 3   | Turchia      | 5   | 6 | 2 | 1 | 3 | 9  | 5  | +4  |
| 4   | Malta        | 0   | 6 | 0 | 0 | 6 | 0  | 27 | -27 |

 Austria qualificata.

## Gruppo 4
| Data              | Luogo     | Squadra 1        | Risultato | Squadra 2        |
| ----------------- | --------- | ---------------- | --------- | ---------------- |
| 5 settembre 1976  | Reykjavík | Islanda          | 0 - 1     | Belgio           |
| 8 settembre 1976  | Reykjavík | Islanda          | 0 - 1     | Paesi Bassi      |
| 13 ottobre 1976   | Rotterdam | Paesi Bassi      | 2 - 2     | Irlanda del Nord |
| 10 novembre 1976  | Liegi     | Belgio           | 2 - 0     | Irlanda del Nord |
| 26 marzo 1977     | Anversa   | Belgio           | 0 - 2     | Paesi Bassi      |
| 11 giugno 1977    | Reykjavík | Islanda          | 1 - 0     | Irlanda del Nord |
| 31 agosto 1977    | Nimega    | Paesi Bassi      | 4 - 1     | Islanda          |
| 3 settembre 1977  | Bruxelles | Belgio           | 4 - 0     | Islanda          |
| 21 settembre 1977 | Belfast   | Irlanda del Nord | 2 - 0     | Islanda          |
| 12 ottobre 1977   | Belfast   | Irlanda del Nord | 0 - 1     | Paesi Bassi      |
| 26 ottobre 1977   | Amsterdam | Paesi Bassi      | 1 - 0     | Belgio           |
| 16 novembre 1977  | Belfast   | Irlanda del Nord | 3 - 0     | Belgio           |

| Pos | Squadra          | Pti | G | V | N | P | GF | GS | DR  |
| --- | ---------------- | --- | - | - | - | - | -- | -- | --- |
| 1   | Paesi Bassi      | 11  | 6 | 5 | 1 | 0 | 11 | 3  | +8  |
| 2   | Belgio           | 6   | 6 | 3 | 0 | 3 | 7  | 6  | +1  |
| 3   | Irlanda del Nord | 5   | 6 | 2 | 1 | 3 | 7  | 6  | +1  |
| 4   | Islanda          | 2   | 6 | 1 | 0 | 5 | 2  | 12 | -10 |

 Paesi Bassi qualificati.

## Gruppo 5
| Data             | Luogo   | Squadra 1 | Risultato | Squadra 2 |
| ---------------- | ------- | --------- | --------- | --------- |
| 9 ottobre 1976   | Sofia   | Bulgaria  | 2 - 2     | Francia   |
| 17 novembre 1976 | Parigi  | Francia   | 2 - 0     | Irlanda   |
| 30 marzo 1977    | Dublino | Irlanda   | 1 - 0     | Francia   |
| 1º giugno 1977   | Sofia   | Bulgaria  | 2 - 1     | Irlanda   |
| 12 ottobre 1977  | Dublino | Irlanda   | 0 - 0     | Bulgaria  |
| 16 novembre 1977 | Parigi  | Francia   | 3 - 1     | Bulgaria  |

| Pos | Squadra  | Pti | G | V | N | P | GF | GS | DR |
| --- | -------- | --- | - | - | - | - | -- | -- | -- |
| 1   | Francia  | 5   | 4 | 2 | 1 | 1 | 7  | 4  | +3 |
| 2   | Bulgaria | 4   | 4 | 1 | 2 | 1 | 5  | 6  | -1 |
| 3   | Irlanda  | 3   | 4 | 1 | 1 | 2 | 2  | 4  | -2 |

 Francia qualificata.

## Gruppo 6
| Data             | Luogo     | Squadra 1 | Risultato | Squadra 2 |
| ---------------- | --------- | --------- | --------- | --------- |
| 16 giugno 1976   | Stoccolma | Svezia    | 2 - 0     | Norvegia  |
| 8 settembre 1976 | Oslo      | Norvegia  | 1 - 0     | Svizzera  |
| 9 ottobre 1976   | Basilea   | Svizzera  | 1 - 2     | Svezia    |
| 8 giugno 1977    | Stoccolma | Svezia    | 2 - 1     | Svizzera  |
| 7 settembre 1977 | Oslo      | Norvegia  | 2 - 1     | Svezia    |
| 30 ottobre 1977  | Berna     | Svizzera  | 1 - 0     | Norvegia  |

| Pos | Squadra  | Pti | G | V | N | P | GF | GS | DR |
| --- | -------- | --- | - | - | - | - | -- | -- | -- |
| 1   | Svezia   | 6   | 4 | 3 | 0 | 1 | 7  | 4  | +3 |
| 2   | Norvegia | 4   | 4 | 2 | 0 | 2 | 3  | 4  | -1 |
| 3   | Svizzera | 2   | 4 | 1 | 0 | 3 | 3  | 5  | -2 |

 Svezia qualificata.

## Gruppo 7
| Data              | Luogo     | Squadra 1      | Risultato | Squadra 2      |
| ----------------- | --------- | -------------- | --------- | -------------- |
| 13 ottobre 1976   | Praga     | Cecoslovacchia | 2 - 0     | Scozia         |
| 17 novembre 1976  | Glasgow   | Scozia         | 1 - 0     | Galles         |
| 30 marzo 1977     | Wrexham   | Galles         | 3 - 0     | Cecoslovacchia |
| 21 settembre 1977 | Glasgow   | Scozia         | 3 - 1     | Cecoslovacchia |
| 12 ottobre 1977   | Liverpool | Galles         | 0 - 2     | Scozia         |
| 16 novembre 1977  | Praga     | Cecoslovacchia | 1 - 0     | Galles         |

| Pos | Squadra        | Pti | G | V | N | P | GF | GS | DR |
| --- | -------------- | --- | - | - | - | - | -- | -- | -- |
| 1   | Scozia         | 6   | 4 | 3 | 0 | 1 | 6  | 3  | +3 |
| 2   | Cecoslovacchia | 4   | 4 | 2 | 0 | 2 | 4  | 6  | -2 |
| 3   | Galles         | 2   | 4 | 1 | 0 | 3 | 3  | 4  | -1 |

 Scozia qualificata.

## Gruppo 8
| Data             | Luogo    | Squadra 1  | Risultato | Squadra 2  |
| ---------------- | -------- | ---------- | --------- | ---------- |
| 10 ottobre 1976  | Siviglia | Spagna     | 1 - 0     | Jugoslavia |
| 16 aprile 1977   | Bucarest | Romania    | 1 - 0     | Spagna     |
| 8 maggio 1977    | Zagabria | Jugoslavia | 0 - 2     | Romania    |
| 26 ottobre 1977  | Madrid   | Spagna     | 2 - 0     | Romania    |
| 13 novembre 1977 | Bucarest | Romania    | 4 - 6     | Jugoslavia |
| 30 novembre 1977 | Belgrado | Jugoslavia | 0 - 1     | Spagna     |

| Pos | Squadra    | Pti | G | V | N | P | GF | GS | DR |
| --- | ---------- | --- | - | - | - | - | -- | -- | -- |
| 1   | Spagna     | 6   | 4 | 3 | 0 | 1 | 4  | 1  | +3 |
| 2   | Romania    | 4   | 4 | 2 | 0 | 2 | 7  | 8  | -1 |
| 3   | Jugoslavia | 2   | 4 | 1 | 0 | 3 | 6  | 8  | -2 |

 Spagna qualificata.

## Gruppo 9
| Data           | Luogo     | Squadra 1        | Risultato | Squadra 2        |
| -------------- | --------- | ---------------- | --------- | ---------------- |
| 9 ottobre 1976 | Atene     | Grecia           | 1 - 1     | Ungheria         |
| 24 aprile 1977 | Mosca     | Unione Sovietica | 2 - 0     | Grecia           |
| 30 aprile 1977 | Budapest  | Ungheria         | 2 - 1     | Unione Sovietica |
| 10 maggio 1977 | Salonicco | Grecia           | 1 - 0     | Unione Sovietica |
| 18 maggio 1977 | Tbilisi   | Unione Sovietica | 2 - 0     | Ungheria         |
| 28 maggio 1977 | Budapest  | Ungheria         | 3 - 0     | Grecia           |

| Pos | Squadra          | Pti | G | V | N | P | GF | GS | DR |
| --- | ---------------- | --- | - | - | - | - | -- | -- | -- |
| 1   | Ungheria         | 5   | 4 | 2 | 1 | 1 | 6  | 4  | +2 |
| 2   | Unione Sovietica | 4   | 4 | 2 | 0 | 2 | 5  | 3  | +2 |
| 3   | Grecia           | 3   | 4 | 1 | 1 | 2 | 2  | 6  | -4 |

 Ungheria qualificata allo Spareggio UEFA-CONMEBOL.